# Jerzy Górecki
Jerzy Górecki – polski fizyk, dr hab. nauk fizycznych, profesor zwyczajny Instytutu Chemii Fizycznej Polskiej Akademii Nauk i Katedry Informatyki i Ekonometrii, Szkoły Nauk Ścisłych Wydziału Matematycznego i Przyrodniczego Uniwersytetu Kardynała Stefana Wyszyńskiego.

## Życiorys
Obronił pracę doktorską, 19 grudnia 1994 habilitował się na podstawie rozprawy zatytułowanej Modelowanie układów chemicznych w stanach dalekich od równowagi termodynamicznej metodami dynamiki molekularnej. 20 maja 2004 nadano mu tytuł profesora w zakresie nauk chemicznych. Został zatrudniony na stanowisku profesora zwyczajnego w Katedrze Informatyki i Ekonometrii, Szkole Nauk Ścisłych na Wydziale Matematycznym i Przyrodniczym Uniwersytetu Kardynała Stefana Wyszyńskiego, oraz w Instytucie Chemii Fizycznej Polskiej Akademii Nauk.